# Колизей (Москва)
«Колизей» (существовал в 1913—1970 годы) — кинотеатр и театр в Москве, занимал здание, построенное специально для кинотеатра на Чистопрудном бульваре, дом 19а.
Владельцем земельного участка с 1880 года и заказчиком постройки кинотеатра был купец Александр Павлович Гуськов. Здание построили с элементами античной архитектуры в стиле неоклассицизма и модерна. Архитектором был знаменитый Роман Иванович Клейн.

## История здания
Громадное домовладение № 19 принадлежало богатому меховщику А. П. Гуськову. В 1912 году он заказал известному архитектору Р. И. Клейну проект нового для начала XX века типа здания — кинотеатра под названием «Колизей». В соответствии с названием он был построен с использованием элементов античной архитектуры. Очень удачна колоннада, ограждающая входную площадку.
15 августа 1914 года «кино-театр» открылся для зрителей. «Колизей» относился к кинотеатру первой категории, где демонстрировались лучшие фильмы того времени. Он имел 2 больших фойе и кинозал. Уже в 1926 году в нём было 840 нумерованных мест и экран 10х12 аршин. Там демонстрировались «картины с оркестром и пианино», в фойе играл оркестр из 12 музыкантов
В 1924—1932 годах в здании работал Первый рабочий театр Пролеткульта. В 1928 году здесь состоялась встреча А. М. Горького с пионерами, на которой писатель был избран почётным пионером.
В 1932—1936 годах на основе старого театра и Студии Алексея Денисовича Дикого был создан Театр ВЦСПС во главе с А. Д. Диким.
Показ фильмов был возобновлён в 1926 году. Киносеансы и спектакли чередовались. По воспоминаниям писателя Юрия Нагибина, «какое-то время в „Колизее“ с утра показывали фильмы, а вечером играли спектакли». В 1936 году театр ВЦСПС был ликвидирован — до осени 1970 года «Колизей» снова стал кинотеатром. С 1957 года часть здания также занимала редакция газеты «Советская культура».
После закрытия кинотеатра и длительной реконструкции в 1974 году сюда переехал театр «Современник».
За более чем век своей истории главный фасад «Колизея», созданный Р. Клейном, менял текстуру и цвет, утратил часть архитектурных деталей и всё более упрощался. В ходе реконструкции 2016—2018 годов были частично восстановлены элементы лепного декора, испорченные при перестройке кинотеатра в 1970-е годы. Утраченные ранее надписи «Кино-театръ „Колизей“», надписи в барельефах «COLOSSEUM» и буквенные датировки, вопреки сообщениям прессы, не были восстановлены. Также не был восстановлен лепной декор фриза полуротонды. Там в 2018 году вместо декора впервые появился текст. С этого момента вершину колоннады в античном стиле увенчали буквы кофейного цвета, напоминающие шрифт пишущей машинки, которые образуют слово «Современник».

## Исторические фото

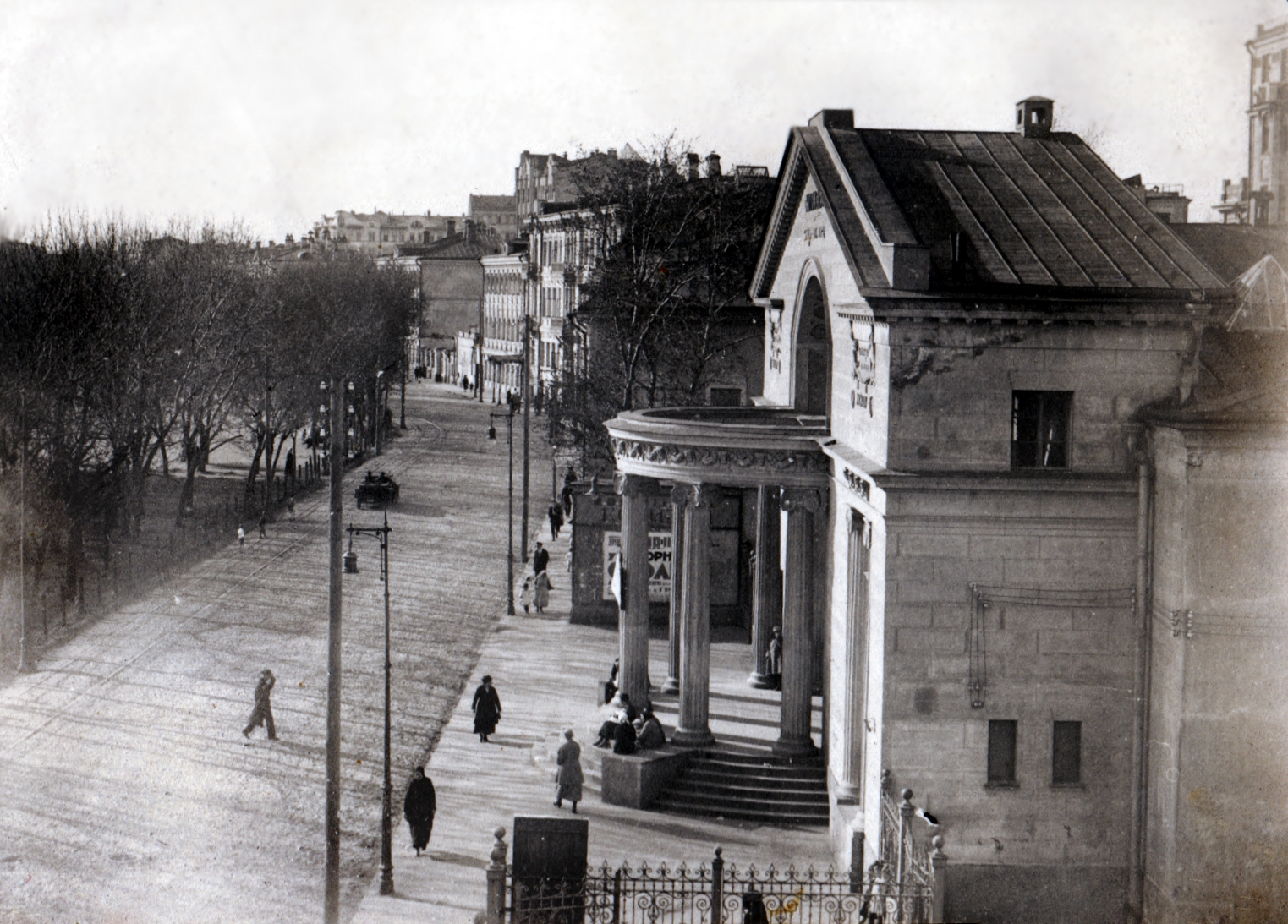
Колизей, 1930-е
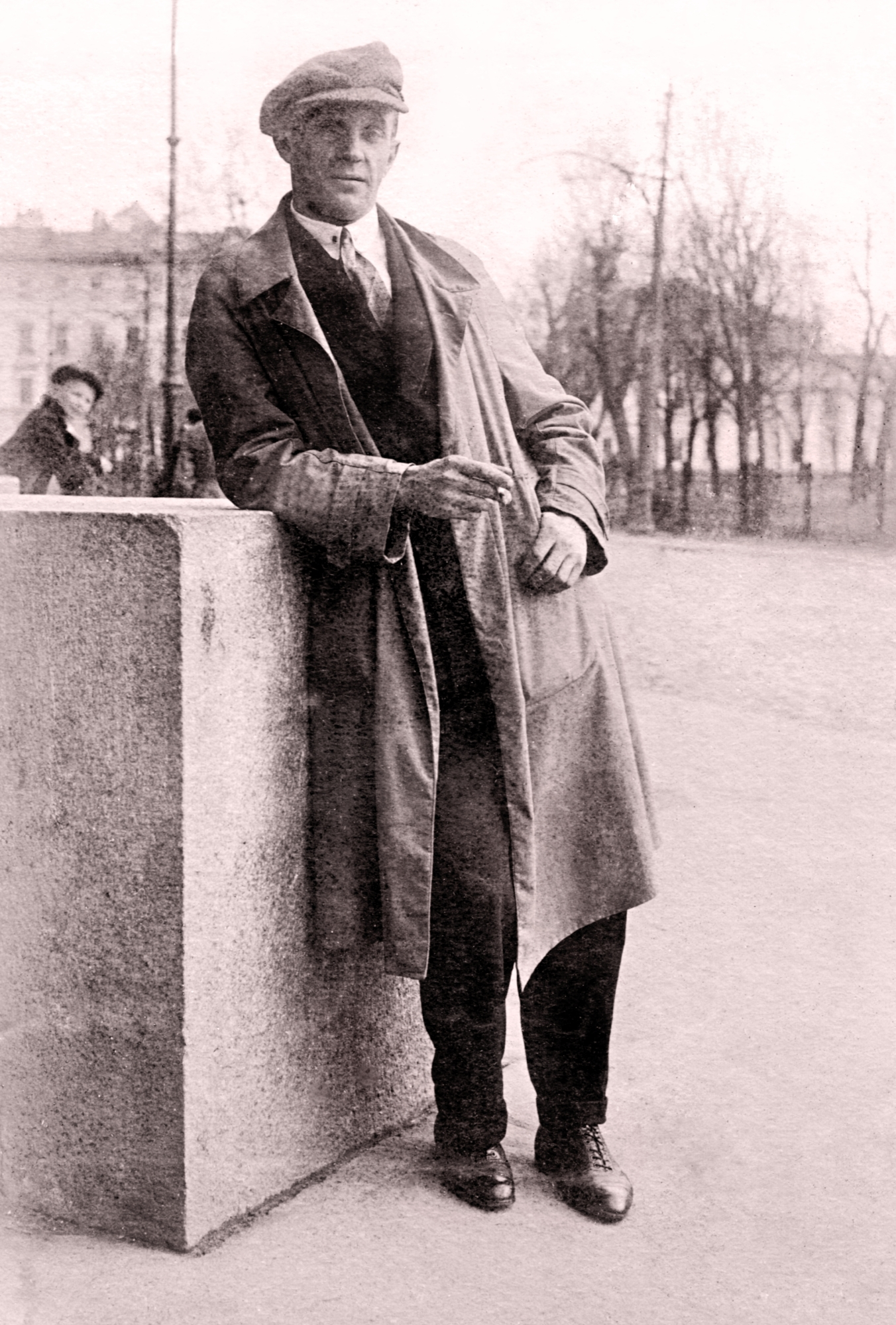
Художник С. Маркин у Колизея, 1930-е
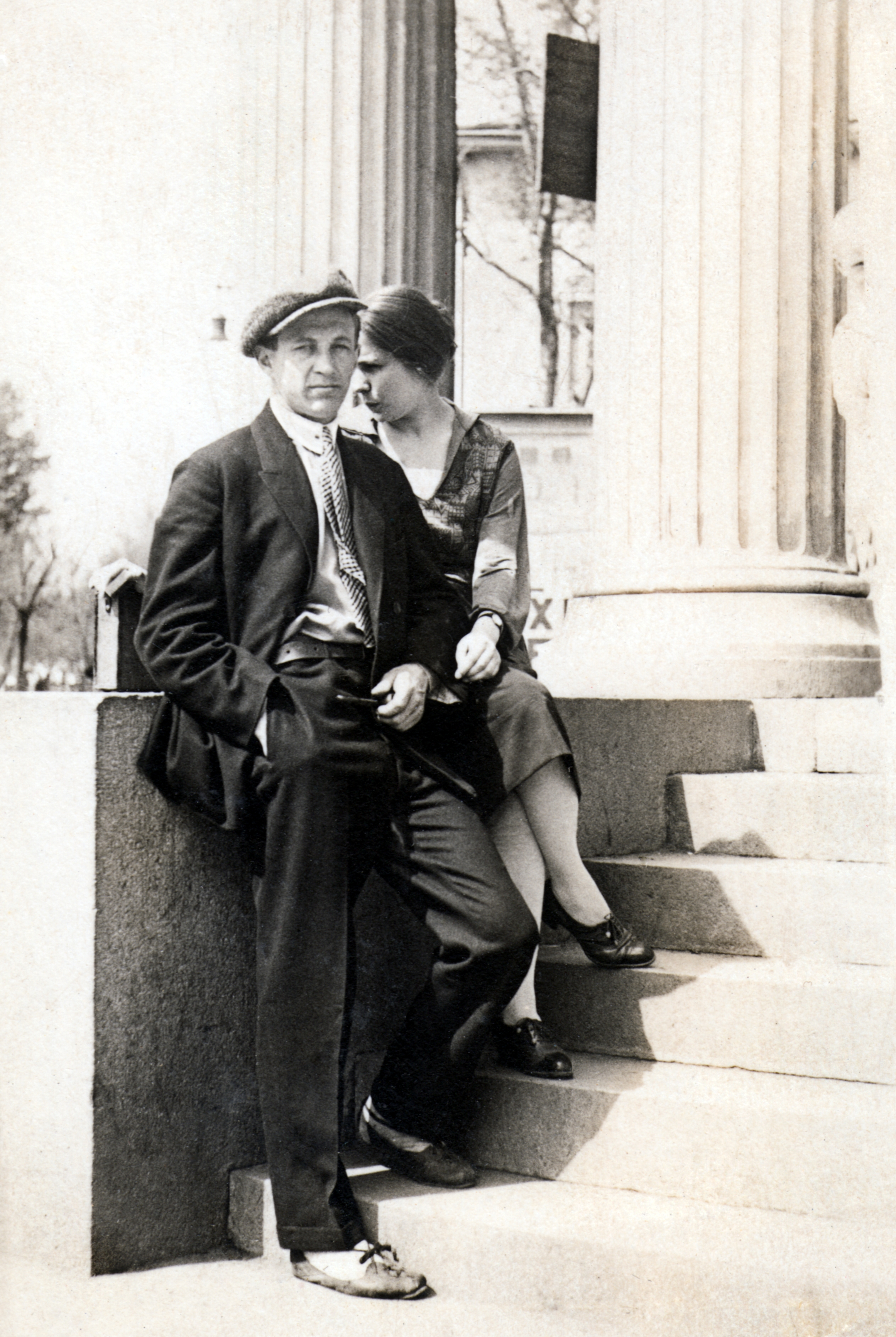
У Колизея, 1920-е
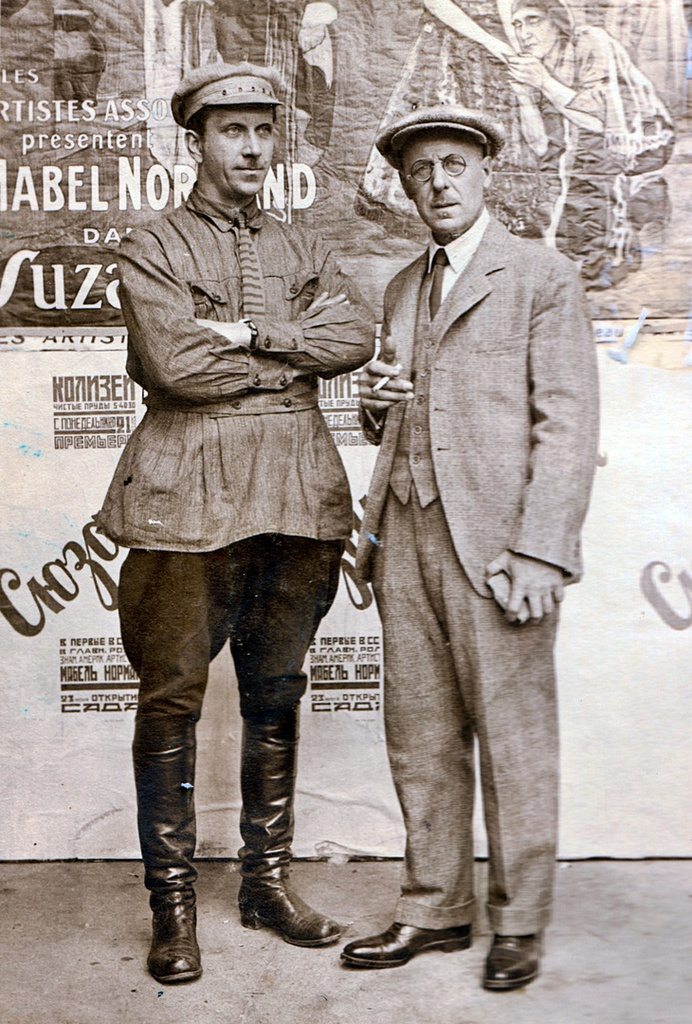
Инженер С. Ильин у афиш немых фильмов кинотеатра, 1929

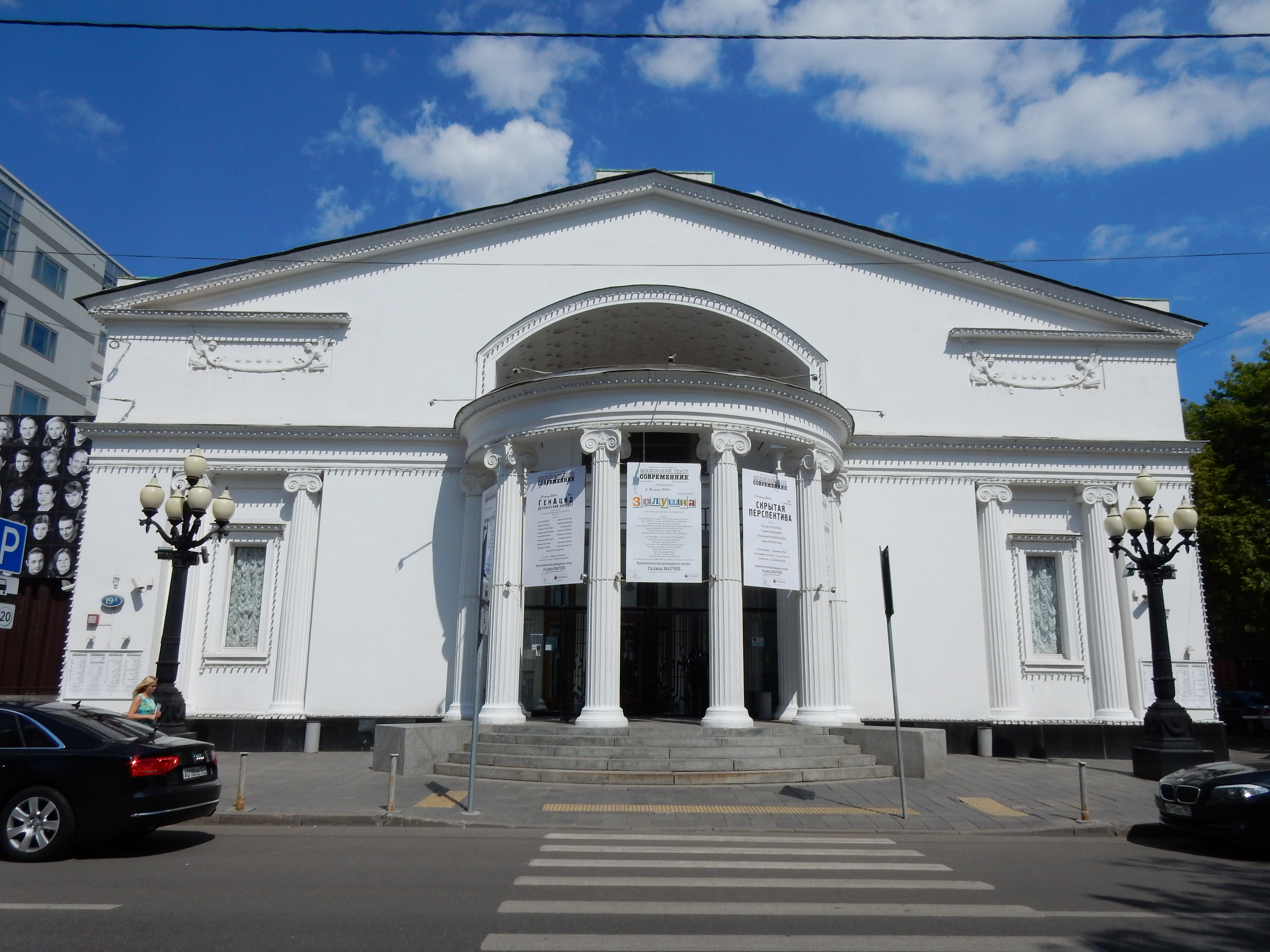
Современный вид после реконструкции